# La Vierge, Marie Madeleine et saint Jean au pied de la Croix
La Vierge, Marie Madeleine et saint Jean au pied de la Croix est un tableau réalisé par le peintre flamand Quentin Metsys à une date indéterminée. De format vertical, cette huile sur bois est une peinture chrétienne qui représente la Crucifixion en présence de Marie, Marie Madeleine et Jean.
À gauche, la mère de Jésus détourne le regard, les mains jointes en prière. À droite, l'apôtre essuie une larme avec un mouchoir blanc. Au centre, la disciple entoure de ses bras le pied de la Croix. La scène se déroule devant un paysage où l'on remarque des soldats romains rentrant à cheval à Jérusalem.
Don de Justin Courtois en 1888, l'œuvre est conservée au musée des Beaux-Arts de Chartres, à Chartres, dans l'Eure-et-Loir, en France. Elle a longtemps été attribuée à Rogier van der Weyden sous un titre différent, Les Saintes Femmes au pied de la croix.